# Велика війна: прогулянка в пеклі
«Велика війна: Прогулянка в пеклі» (англ. The Great War: Walk in Hell) — друга книга альтернативно-історічної трилогії «Велика війна» Гаррі Тертлдава. Це також третя частина серії «Південної перемоги» (неофіційна назва). Вона охоплює період з 1915 по 1916 рік.

## Короткий зміст сюжету
Сполучені Штати та Конфедеративні Штати зайшли в глухий кут, оскільки обидва їхні наступальні операції зупинилися; США в Кентуккі просуваються на південь, КША в Меріленді просуваються на північ. Конфедерація також повинна впоратися з темношкірим населенням, яке піднімається на повстання, кероване марксистською доктриною, і зі змінами в адміністрації після закінчення терміну президента Вудро Вільсона.
На президентських виборах у Конфедеративних штатах 1915 року президентом було обрано віце-президента вігів Габріеля Семмеса (очевидно, вигаданого родича справжнього офіцера ВМС Конфедерації Рафаеля Семмеса). Виграш був зі значною перевагою над кандидатом від радикальних лібералів Доротео Аранго з Чіуауа.
Війна починає повертатися на користь США, оскільки наступ на Кентуккі під проводом Джорджа Армстронга Кастера вдається завоювати достатню частину Кентуккі, щоб знову прийняти його до Союзу після 54 років членства в Конфедерації. Він використовує новий винахід, відомий як «бочки» (танки), щоб прорватися.
Конфедерація, навпаки, почала втрачати свої здобутки в південній Пенсільванії та відтіснена назад у Меріленд. Вашингтон, округ Колумбія, який перебуває в руках Конфедерації з 1914 року, все ще перебуває у їхньому володінні, але оскільки їхній вплив на Меріленд слабшає, КША стикається з можливістю втратити також стару столицю США.
Тим часом Флора Гамбургер, соціалістка з Нью-Йорка, висувається від своєї партії, ставши однією з перших жінок у Палаті представників у цій альтернативній шкалі часу.
Зіткнувшись з нестачею відповідних білих чоловіків, Конфедерація змушена розглянути законопроєкт, який дозволить темношкірим служити в армії КША, навіть попри те, що деякі з них повстали проти того самого уряду, який зараз пропонує громадянство добровольцям.
Роман закінчується наприкінці президентських виборів 1916 року, коли чинний президент-демократ Теодор Рузвельт і віце-президент Волтер Маккенна перемогли кандидата від Соціалістичної партії Юджина Дебса із значною перевагою, а армія США просувалася далі на територію Конфедерації.

## Рецензії
Publishers Weekly дав позитивну рецензію на книгу, заявивши, що «автор підкреслює характер, а його глибоке знання історії періоду, як завжди, захопить його читачів». SF Site також високо оцінив книгу, сказавши, що «Тертлдав переносить нас в інший світ і розсаджує нас з усією яскравістю серед його геніально вигаданої нереальності».
Кіркус критикував книгу, кажучи, що це «не стільки альтернативна історія, скільки патріотичний соліпсизм».